# Provincia de Abancay
La provincia de Abancay es una de las siete que conforman el departamento de Apurímac, ubicado en el sur del Perú.
Limita con la provincia de Andahuaylas por el norte y el oeste, con el departamento del Cusco y la provincia de Cotabambas por el este, y con la provincia de Grau y la provincia de Aymaraes por el sur.

## Toponimia
El desentrañanamiento más aceptable de esta toponimia le correspondería al experto Rodolfo Cerrón Palomino, quien propone que el topónimo viene del quechua *awa-nqa-y que significa 'lugar donde se teje'.

## Historia
Su territorio corresponde al antiguo Corregimiento de Abancay, creado durante las reformas del virrey Toledo. Durante la Colonia, comprendía dieciocho pueblos y veintitrés repartimientos. Entre sus corregidores, destacaron Antonio de la Riva Agüero (siglo XVII) y Manuel de Villalta (siglo XVIII).
La provincia fue creada el 3 de noviembre de 1874.

## División política
La provincia tiene una extensión de 3447,13 km² y se divide en 10 distritos:
- Abancay
- Américas
- Chacoche
- Circa
- Curahuasi
- Huanipaca
- Lambrama
- Pichirhua
- San Pedro de Cachora
- Tamburco

## Capital
La capital de esta provincia es la ciudad de Abancay.

## Autoridades

### Regionales
- Consejeros regionales
  - 2019-2022[2]

  1. Emerson Huashua Cahuana (Movimiento Regional Llankasun Kuska)
  2. Guido Huamán Sarmiento (El Frente Amplio por Justicia, Vida y Libertad)

### Municipales
- 2019-2022[2]
  - Alcalde: Guido Chahuaylla Maldonado, del Movimiento Regional Llankasun Kuska.
  - Regidores:

  1. Neil Huamaní Pozo (Movimiento Regional Llankasun Kuska)
  2. Carlos Olaya Alarcón (Movimiento Regional Llankasun Kuska)
  3. Lia Yalina Paliza Pinto (Movimiento Regional Llankasun Kuska)
  4. Rufina Sarmiento Puma (Movimiento Regional Llankasun Kuska)
  5. José Luis Monzón Huamán (Movimiento Regional Llankasun Kuska)
  6. Antonio Cáceres Cervantes (Movimiento Regional Llankasun Kuska)
  7. Luis Alberto Barazorda Calderón (Movimiento Regional Llankasun Kuska)
  8. Ramiro Alfredo Bueno Quino (Movimiento Popular Kallpa)
  9. María Antonieta Rosada Silva (Movimiento Popular Kallpa)
  10. Everaldo Ramos Huaccharaqui (Alianza para el Progreso)
  11. Kelly Pinto Casaverde (El Frente Amplio por Justicia, Vida y Libertad)

## Símbolos
- Escudo de Abancay, historia[3]

## Festividades
- Aniversario

- Carnaval Abanquino

## Educación

### Colegios
- IE Francisco Bolognesi
- IE Santa Rosa
- IEE Miguel Grau
- IE La Salle Abancay
- IE Aurora Inés Tejada
- IE Tarpurisunchis
- IE César Vallejo
- IE Pitágoras Abancay

### Universidades
- Universidad Tecnológica de los Andes
- Universidad Nacional Micaela Bastidas de Apurímac